# مارکو اورلیو فونتانا
مارکو اورلیو فونتانا (ایتالیایی: Marco Aurelio Fontana؛ زادهٔ ۱۲ اکتبر ۱۹۸۴) دوچرخه‌سوار اهل ایتالیا است.
وی در مسابقات کشوری و بین‌المللی در مجموع برندهٔ ۴ مدال برنز شده‌است.